# Chris Chester
Christopher Sean Chester (* 12. Januar 1983 in Tustin, Kalifornien) ist ein ehemaliger US-amerikanischer American-Football-Spieler auf der Position des Guards. Er spielte insgesamt 11 Saisons für die Baltimore Ravens, die Washington Redskins und  die Atlanta Falcons in der National Football League (NFL).

## Frühe Jahre
Chester ging auf die High School in seiner Geburtsstadt Tustin, Kalifornien. Hier spielte er American Football auf der Position des Tight Ends, des Runningbacks und des Defensive Ends. Außerdem spielte er Basketball. Später ging er auf die University of Oklahoma. In den ersten drei Jahren für das College-Football-Team spielte er als Tight End, doch in seinem letzten Jahr kam er nur noch in der Offensive Line zum Einsatz.

## NFL

### Baltimore Ravens
Chester wurde im NFL-Draft 2006 in der zweiten Runde als 56. Spieler von den Baltimore Ravens ausgewählt. In seiner ersten Saison absolvierte er elf Spiele, davon vier als Starter. In der Saison 2009 und 2010 wurde er, neben rechter Guard als Tight End eingesetzt.

### Washington Redskins
Im Juli 2011 unterzeichnete Chester einen Fünf-Jahres-Vertrag bei den Washington Redskins. Er blieb vier Jahre bei den Redskins, für die er in diesen vier Jahren alle 64 Spiele als Starter absolvierte.

### Atlanta Falcons
Am 30. Mai 2015 unterschrieb Chester einen Ein-Jahres-Vertrag bei den Atlanta Falcons. In der Saison 2015 startete er bei allen 16 Spielen der Falcons. Am 20. April 2016 wurde sein Vertrag um ein Jahr verlängert. Auch in der Saison 2016 spielte er in allen 16 Spielen und erreichte mit den Falcons den Super Bowl LI, welcher mit 28:34 gegen die New England Patriots verloren wurde.
Am 31. März 2017 gab er bekannt, dass er seine Profikarriere als Footballspieler beendet.